# Crocuta crocuta spelaea
A hiena-das-cavernas é uma subespécie extinta da hiena-malhada (Crocuta crocuta), nativa da Eurásia, e que era encontrada da China setentrional até a Espanha e mesmo nas Ilhas Britânicas. Embora tivesse sido originalmente descrita como uma espécie em separado da hiena-malhada, devido às grandes diferenças nas extremidades dianteira e traseira, análises genéticas indicaram não haver diferenças consideráveis de DNA entre as hienas-da-caverna do Pleistoceno e as populações modernas de hienas-malhadas. Sabe-se, através de uma gama de fósseis e arte rupestre, que com o declínio das savanas há 12.500 anos, a Europa experimentou uma perda maciça dos habitats de baixada favoráveis às hienas-das-cavernas e um aumento correspondente nos bosques mistos. Sob estas circunstâncias, as hienas-das-cavernas foram suplantadas pelos lobos e humanos, os quais sentiam-se à vontade tanto em florestas quanto em campo aberto, ou em planaltos ou baixadas. As populações de hienas-das-cavernas começaram a encolher cerca de 20.000 anos atrás, desaparecendo completamente da Europa Ocidental entre 14-11.000 anos atrás, e antes disso, em algumas áreas.

## Descrição

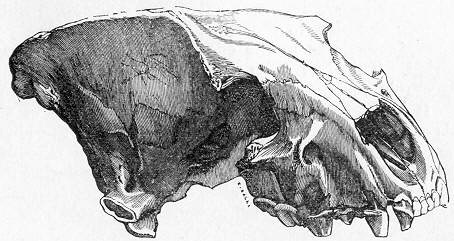
Diagrama do crânio da Crocuta crocuta spelaea

A  principal distinção entre a hiena-malhada e a hiena-das-cavernas consiste no comprimento diferente dos ossos de seus membros anteriores e posteriores. O úmero e o fêmur são mais longos na hiena-das-cavernas, indicando uma adaptação a um habitat diverso daquele da hiena-malhada. Desconhece-se se havia o mesmo dimorfismo sexual das hienas-malhadas.
Pouco se sabe de seus hábitos sociais. É aceito em grande parte que usavam cavernas como tocas, embora sítios a céu aberto também sejam conhecidos. Não há qualquer indício de hienas-da-caverna vivendo em grandes clãs ou de forma mais solitária, embora grandes clãs não sejam considerados prováveis em seu habitat no Pleistoceno.

## Hábitos alimentares

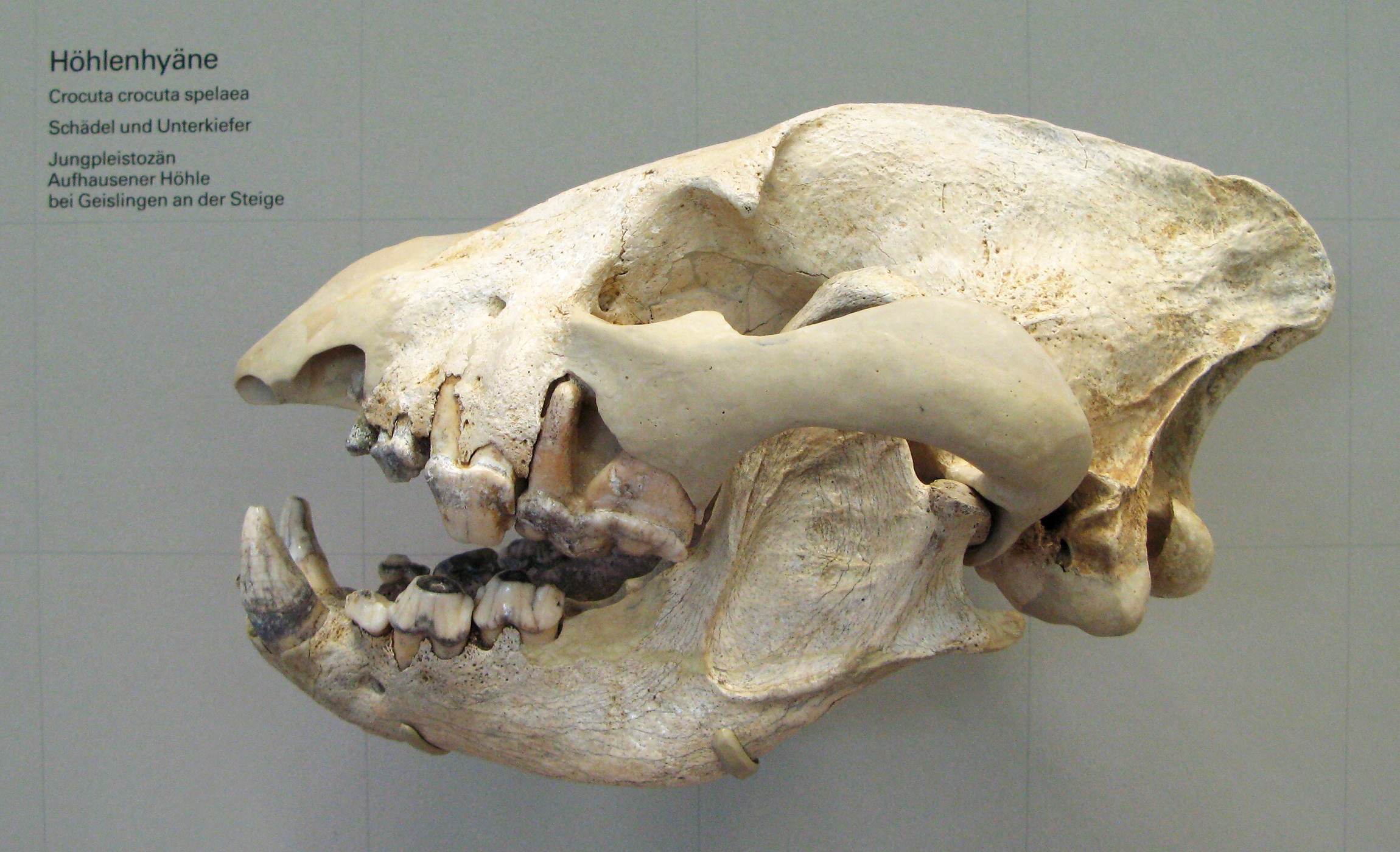
Crânio de Crocuta crocuta spelaea.

Da mesma forma que as hienas modernas, as hienas-das-cavernas acumulavam os ossos e "chifres" de suas presas em tocas, para consumo posterior ou para brincar com eles, embora não se saiba se os restos descobertos eram de animais encontrados mortos ou se haviam sido mortos pelas hienas. Estudos de restos de animais escavados em tocas de hienas no Carste da Boêmia (Checoslováquia) demonstram que os cavalos-de-przewalski eram aparentemente sua presa mais comum, representando entre 16-51% da dieta das hienas-das-cavernas. Os maiores animais que compunham sua alimentação foram os rinocerontes-lanudos, ossos e crânios dos quais foram encontrados em muitas tocas de hienas. Em algumas regiões, os restos de rinocerontes podem abranger 25-30% do total dos ossos de presas encontrados nas tocas. Renas eram outra importante fonte de alimento, visto que constituíam entre 7-15% dos restos de presas encontrados. O bisonte-da-estepe compunha somente 1-6% das presas das hienas. O veado-vermelho estava presente em somente 3% dos restos encontrados, sendo o alce-gigante ainda mais raro. Os restos de fauna alpina, incluindo a camurça e o íbex estão ausentes em alguns lugares, representando menos de 3% das presas, possivelmente devido a sua grande fragilidade. Há evidências de que hienas-das-cavernas ocasionalmente praticavam o canibalismo.

## Relacionamentos predatórios interspecíficos
Hienas-das-cavernas eram predadores altamente bem-sucedidos, sendo especialmente numerosos no nordeste da Ásia, onde parecem ter suplantado a maioria dos outros predadores. Isto foi deduzido pela relativa escassez de restos de leões-das-cavernas, ursos-das-cavernas e lobos em áreas onde eram simpátricos (ou seja, coabitavam) com hienas.
Especula-se que hienas-das-cavernas podem ter sido responsáveis pela desarticulação e destruição de alguns esqueletos de ursos-das-cavernas. Tais carcaças de grande porte eram ótimas fontes de alimentos para as hienas, especialmente no fim do inverno, quando a comida era escassa.
Hienas-das-cavernas eram simpátricas com lobos-cinzentos na Itália. Diferentemente das hienas, que preferencialmente predavam animais de baixada, tais como cavalos, os lobos recorriam mais a presas pequenas, habitantes de encostas, tais como o íbex e o cabrito-montês, minimizando assim a competição. Lobos e hienas-das-cavernas parecem exibir relações de concentração populacional negativa ao longo do tempo, com as populações de lobos expandindo sua abrangência enquanto as hienas desapareciam.

## Interações com hominídeos

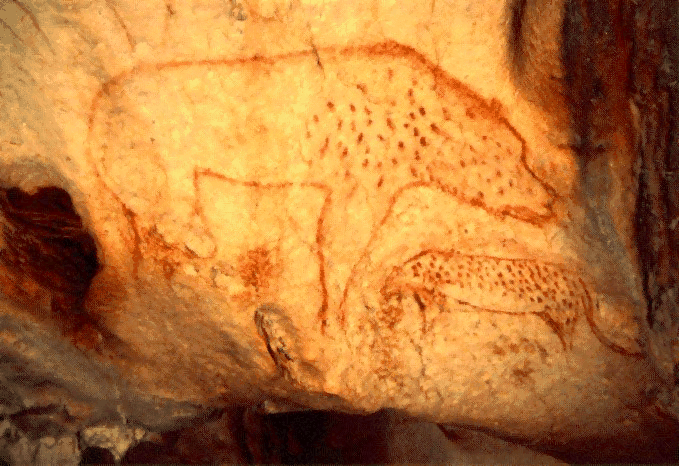
Representação de uma hiena-das-cavernas encontrada numa caverna francesa em 1994.

Presas parcialmente tratadas por neandertais e que depois sofreram a ação de hienas-das-cavernas, indicam que estes animais podem ter ocasionalmente roubado a caça dos neandertais, e que tanto hienas quanto hominídeos competiam por cavernas. Muitas cavernas mostram ocupações alternadas de hienas e neandertais. Numerosos ossos de hominídeos, incluindo de neandertais, tem sido encontrados parcialmente consumidos por hienas-das-cavernas. Humanos modernos também conviveram com hienas-das-cavernas e podem ter tido uma interação similar com elas. Alguns paleontólogos acreditam que a competição e predação por hienas-das-cavernas na Sibéria foram um fator significativo em retardar a colonização humana do Alasca. Hienas-das-cavernas podem ter ocasionalmente roubado animais caçados por humanos ou ter entrado nos acampamentos para atacar os jovens ou fracos, de forma semelhante ao que fazem as hienas-malhadas de hoje na África. Os mais antigos restos humanos no Alasca coincidem grosso modo com a época em que as hienas-das-cavernas tornaram-se extintas, levando certos paleontólogos a deduzir que a predação pelas hienas era de tal ordem que impediu que os humanos cruzassem antes o estreito de Bering.